# 孫越崎
孫 越崎（そん えつき）は中華民国・中華人民共和国の政治家。旧名は世棻、毓麒。

## 事跡
紹興簡易師範学校、上海復旦公学中学部を経て、1916年（民国5年）に天津北洋大学采鉱科に入学した。1919年（民国8年）の五四運動に際しては、天津学生聯合会の発起に加わり、学生代表の1人として北京政府と交渉している。このために大学から除籍されてしまい、北京大学采鉱冶金系に転入した。後にアメリカに留学し、スタンフォード大学とコロンビア大学で、やはり冶金を学んでいる。
1932年（民国21年）、孫越崎は翁文灝の推薦により国民政府国防設計委員会に配属された。以後、陝西省油鉱（日本語では「油井」の意）探勘処処長、河南省焦作中福煤鉱（日本語では「炭鉱」の意）公司総工程師・総経理、湘潭煤鉱公司総経理などを歴任した。日中戦争（抗日戦争）が勃発すると中福煤鉱の大部分の設備を四川省に移送している。四川では天府・嘉陽・威遠・石燕の各煤鉱公司で総経理を務める。1940年（民国29年）1月、経済部資源委員会甘粛玉門油鉱総経理となり、「煤油大王」の異名をとることになった。1945年（民国34年）5月には、中国国民党第6期中央委員候補に選出されている。
戦後の1946年（民国35年）、孫越崎は経済部東北特派員に任命され、旧満洲国支配地域の工業・鉱業の会社を接収した。同年、資源委員会副委員長兼（資源委員会直属の）業務委員会主任委員に任ぜられた。1948年（民国37年）、資源委員会委員長、行政院政務委員に昇進している。翌1949年（民国38年）3月、経済部部長に任命されたが、6月に早くも辞任して香港に移る。11月には北京に向かい、中華人民共和国への参加意思を示した。1950年、中国国民党革命委員会（民革）に加入している。
中華人民共和国では、孫越崎は政務院財経委員会計画局副局長、唐山開灤煤鉱総管理処副主任、国務院中外合資進出口（日本語で「輸出入」の意）管理委員会・対外経済貿易部特邀顧問、煤炭工業部顧問、中国統配煤鉱総公司顧問、民生実業公司董事長、中美国際工程公司咨詢委員会名誉主任、中国和平統一促進会会長などを務めた。民革では、河北省委主任委員、中央常務委員、第6期中央副主席、第7期中央監察委員会主席を歴任している。また、中国人民政治協商会議全国委員会委員（第2～4期）、同常務委員（第5～7期）も務めた。
1995年12月9日、北京にて病没。享年103（満102歳）。